# Piacenza Calcio 1979-1980
Questa pagina raccoglie le informazioni riguardanti il Piacenza Calcio nelle competizioni ufficiali della stagione 1979-1980.

## Stagione
Nella stagione 1979-1980 il Piacenza disputa il girone A del campionato di Serie C1. Con 36 punti si piazza in nona posizione di classifica, il torneo è stato vinto dal Varese con 48 punti davanti al Rimini con 45 punti; entrambe sono state promosse in Serie B. Il Piacenza ha confermato l'allenatore Bruno Fornasaro e si è rafforzato con l'arrivo in attacco di Giuliano Fiorini in arrivo dal Bologna via Foggia, realizzerà 21 reti, da affiancare in attacco ai confermati Sante Crepaldi ed Evert Skoglund, a centrocampo il rinforzo è Odilio Moro dal Brescia, mentre ad ottobre in difesa si registra il ritorno dal Pisa di Felice Secondini.
I biancorossi risultano tra i favoriti del torneo, ma dopo una buona partenza entrano in crisi, a farne le spese è l'allenatore, che viene esonerato dopo la pesante sconfitta interna (2-4) con il Fano, il 1980 inizia con Romano Mattè sulla panchina piacentina, senza che sul campo la situazione migliori, il campionato viene chiuso con un modesto nono posto.
Nella Coppa Italia di Serie C il Piacenza disputa prima del campionato l'undicesimo girone di qualificazione, che promuove ai sedicesimi di finale della manifestazione la Reggiana.

## Rosa
| N. |                   | Ruolo | Calciatore          |
| -- | ----------------- | ----- | ------------------- |
|    | Italia (bandiera) | C     | Fabio Alessandrelli |
|    | Italia (bandiera) | P     | Roberto Busi        |
|    | Italia (bandiera) | C     | Massimo Cerri       |
|    | Italia (bandiera) | D     | Luigi Ciarlantini   |
|    | Italia (bandiera) | A     | Sante Crepaldi      |
|    | Italia (bandiera) | A     | Giuliano Fiorini    |
|    | Italia (bandiera) | C     | Rino Gritti         |
|    | Italia (bandiera) | D     | Alberto Mariani     |
|    | Italia (bandiera) | C     | Odilio Moro         |

| N. |                   | Ruolo | Calciatore       |
| -- | ----------------- | ----- | ---------------- |
|    | Italia (bandiera) | A     | Michele Morra    |
|    | Italia (bandiera) | C     | Fabrizio Rossi   |
|    | Italia (bandiera) | D     | Giuseppe Secchi  |
|    | Italia (bandiera) | D     | Felice Secondini |
|    | Italia (bandiera) | P     | Roberto Serena   |
|    | Italia (bandiera) | A     | Evert Skoglund   |
|    | Italia (bandiera) | D     | Luigi Vetere     |
|    | Italia (bandiera) | D     | Roberto Vichi    |
|    | Italia (bandiera) | C     | Giovanni Zanotti |

## Risultati

### Campionato

#### Girone di andata
| Arbitro: | Pairetto (Torino) |

|                              |           |                                        |
| Fiorini 18’, 26’ (rig.), 48’ | Marcatori | 21’ Donatelli 40’ (rig.) Franceschelli |

| Arbitro: | Corigliano (Crotone) |

|                |           |                                                      |
| Scaramuzzi 26’ | Marcatori | 46’ Skoglund 57’ (aut.) Francisetti 65’, 81’ Fiorini |

| Arbitro: | Valente (Gorizia) |

|                                   |           |              |
| Baldizzone 10’ (aut.) Fiorini 25’ | Marcatori | 51’ Angeloni |

| Arbitro: | Faccenda (Salerno) |

|                 |           |                    |
| Di Giovanni 35’ | Marcatori | 36’ (rig.) Fiorini |

| Arbitro: | Giaffreda (Roma) |

|  |           |                 |
|  | Marcatori | 85’ M. Nicolini |

| Reggio Emilia 4 novembre 1979 6ª giornata | Reggiana          | 0 – 0 | Piacenza | Stadio Mirabello\| Arbitro: \| Pirandola (Lecce) \| |
| Arbitro:                                  | Pirandola (Lecce) |       |          |                                                     |

| Arbitro: | Esposito (Torre del Greco) |

|                        |           |  |
| Beccati 10’ Basili 82’ | Marcatori |  |

| Arbitro: | Testa (Prato) |

|                                      |           |  |
| O. Moro 3’ Fiorini 7’, 30’ Morra 19’ | Marcatori |  |

| Arbitro: | Rufo (Roma) |

|                |           |                 |
| Vella 39’, 54’ | Marcatori | 42’ Fiorini 65’ |

| Arbitro: | Bianciardi (Siena) |

|             |           |  |
| Fiorini 61’ | Marcatori |  |

| Piacenza 9 dicembre 1979 11ª giornata | Piacenza       | 0 – 0 | Sant'Angelo | Stadio Galleana\| Arbitro: \| Pampana (Pisa) \| |
| Arbitro:                              | Pampana (Pisa) |       |             |                                                 |

| Arbitro: | Faccenda (Salerno) |

|                    |           |             |
| Zanotti 14’ (aut.) | Marcatori | 25’ Fiorini |

| Arbitro: | Pirandola (Lecce) |

|                          |           |                                                     |
| Skoglund 20’ Fiorini 57’ | Marcatori | 6’ (aut.) Secondini 47’, 54’ E. D'Amico 85’ Garlini |

| Arbitro: | Vallesi (Pisa) |

|              |           |                          |
| Trussoni 25’ | Marcatori | 8’ Crepaldi 39’ Skoglund |

| Arbitro: | Da Pozzo (Monza) |

|                     |           |  |
| Skoglund 53’ (rig.) | Marcatori |  |

| Trieste 20 gennaio 1980 16ª giornata | Triestina                 | 0 – 0 | Piacenza | Stadio Giuseppe Grezar\| Arbitro: \| Pezzella (Frattamaggiore) \| |
| Arbitro:                             | Pezzella (Frattamaggiore) |       |          |                                                                   |

| Arbitro: | Lamorgese (Potenza) |

|                     |           |  |
| Skoglund 27’ (rig.) | Marcatori |  |

#### Girone di ritorno
| Arbitro: | Corigliano (Crotone) |

|                                               |           |  |
| P. Mariani 17’ Franceschelli 84’ Stoppani 87’ | Marcatori |  |

| Arbitro: | Falsetti (Roma) |

|              |           |  |
| Crepaldi 76’ | Marcatori |  |

| Arbitro: | Esposito (Torre del Greco) |

|                      |           |             |
| Fabbri 40’ Tinti 71’ | Marcatori | 49’ Fiorini |

| Arbitro: | Vallesi (Pisa) |

|                         |           |  |
| Zanotti 47’ Fiorini 72’ | Marcatori |  |

| Arbitro: | Altobelli (Roma) |

|              |           |            |
| Chigioni 52’ | Marcatori | 25’ Gritti |

| Arbitro: | Testa (Prato) |

|            |           |  |
| Gritti 51’ | Marcatori |  |

| Arbitro: | Faccenda (Salerno) |

|                         |           |             |
| Fiorini 9’ Crepaldi 41’ | Marcatori | 43’ Beccati |

| Arbitro: | Lombardo (Marsala) |

|                              |           |                          |
| Casone 48’ Gritti 70’ (aut.) | Marcatori | 81’ Fiorini 88’ Crepaldi |

| Piacenza 30 marzo 1980 26ª giornata | Piacenza          | 0 – 0 | Sanremese | Stadio Galleana\| Arbitro: \| Savalli (Trapani) \| |
| Arbitro:                            | Savalli (Trapani) |       |           |                                                    |

| Arbitro: | Leni (Perugia) |

|                |           |  |
| Rombolotto 66’ | Marcatori |  |

| Arbitro: | Vallesi (Pisa) |

|              |           |  |
| Trainini 62’ | Marcatori |  |

| Piacenza 27 aprile 1980 29ª giornata | Piacenza           | 0 – 0 | Pergocrema | Stadio Galleana\| Arbitro: \| Bianciardi (Siena) \| |
| Arbitro:                             | Bianciardi (Siena) |       |            |                                                     |

| Arbitro: | Lombardo (Marsala) |

|                     |           |  |
| Briganti 75’ (rig.) | Marcatori |  |

| Arbitro: | Meschini (Perugia) |

|  |           |              |
|  | Marcatori | 14’ Giavardi |

| Arbitro: | Zumbo (Reggio Calabria) |

|                                   |           |             |
| Gaudenzi 66’ (rig.) Bongiorni 70’ | Marcatori | 51’ Fiorini |

| Arbitro: | Lussana (Bergamo) |

|                      |           |                 |
| Fiorini 9’, 11’, 90’ | Marcatori | 83’, 84’ Vetere |

| Arbitro: | Tuveri (Cagliari) |

|                                               |           |              |
| Panizza 21’ Frutti 52’ Muiesan 65’ Palese 86’ | Marcatori | 53’ Crepaldi |

### Coppa Italia

#### Girone undicesimo
| 26 agosto 1979 1ª giornata |  | – Turno riposo Piacenza |  |  |

| Arbitro: | Sguizzato (Verona) |

|                                |           |  |
| Mugianesi 29’ Valentinuzzi 82’ | Marcatori |  |

| Arbitro: | Galbiati (Monza) |

|           |           |                              |
| Cerri 25’ | Marcatori | 68’ Reverberi 72’ Fiorentini |

| 9 settembre 1979 4ª giornata |  | – Turno riposo Piacenza |  |  |

| Arbitro: | Manfredini (Pavia) |

|              |           |              |
| Crepaldi 42’ | Marcatori | 10’ Chigioni |

| Arbitro: | Stillacci (Torino) |

|                                               |           |             |
| Callioni 4’ (rig.) Fiorentini 64’ Mossini 90’ | Marcatori | 23’ Fiorini |